# مرجان كمالي
مرجان كمالي (من مواليد 1971) هي روائية ومؤلفة إيرانية-أمريكية. نُشرت رواياتها بأكثر من 20 لغة، ونالت الإشادة وطنيا ودوليا  وهي زميلة في الأدب لدى الهيئة الوطنية للفنون (NEA) لعام 2022.

## سيرتها الذاتية
وُلدت مرجان كمالي في تركيا لوالدين إيرانيين. وانتقلت بعد ذلك بوقت قصير إلى إيران حيث عاشت لبضع سنوات، بعده حطت الرحال في  هامبورغ بألمانيا حيث بدأت دراستها. كما عاشت بعد ذلك في كينيا وإيران مرة أخرى قبل أن تستقر في الولايات المتحدة الأمريكية عام 1982 
حصلت مرجان كمالي على درجة البكالوريوس في الأدب الإنجليزي من جامعة كاليفورنيا، بيركلي ، و على درجة الماجستير في إدارة الأعمال من جامعة كولومبيا ، كما تمكنت من الحصول على درجة الماجستير في الفنون الجميلة من جامعة نيويورك .
صدرت روايتها الأولى بعنوان   شاي معاً سنة  2013 عن دار إيكو/هاربر كولينز و ترجمت إلى تسع لغات، وكانت من بين المرشحين النهائيين لجائزة ماساتشوستس للكتاب . وصدرت روايتها الثانية، مكتبتنا الصغيرة في طهران ، عن دار جاليري/سايمون آند شوستر سنة  2019 وأصبحت من أكثر الكتب مبيعاً على الصعيدين الوطني والدولي. وصدرت روايتها الثالثة: ، "نساء جسورات من طهران "، في 02 من يوليوز سنة 2024 عن دار سايمون آند شوستر. و تُرجمت أعمالها إلى أكثر من 20 لغة ونُشرت في العديد من  بلدان حول العالم.
و تعيش حاليا مع أسرتها في نواحي بوسطن بالولايات المتحدة الأمريكية.

## كتب
- الشاي معًا . نيويورك: إيكو برس / هاربر كولينز ، 2013.
- مكتبتنا الصغيرة في طهران . نيويورك: جاليري بوكس / سايمون وشوستر ، 2019.
- نساء جسورات من طهران . نيويورك: جاليري بوكس / سايمون وشوستر ، 2024.

## الجوائز
- حصلت على زمالة الكتابة الإبداعية من الهيئة الوطنية للفنون سنة 2022.
- تم الاحتفاء بها في الحفل الإيراني بجامعة هارفارد.
- حصلت على جائزة "بري أتيتود" في فرنسا عن رواية عن روايتها مكتبتنا الصغيرة في طهران سنة 2021.[6]
- اختيرت روايتها من أفضل كتب إذاعة الجمهور الوطنية لعام 2019.
- رُشِحت لجائزة بوشكارت، من قبل مجلة سولستيس الأدبية، 2018.[5]

## روابط خارجية
- موقع المؤلف
- نساء جسورات من طهران (رواية)